# Новотитаровское сельское поселение
Новотитаро́вское се́льское поселе́ние — муниципальное образование в Динском районе Краснодарского края России.
В рамках административно-территориального устройства Краснодарского края ему соответствует Новотитаровский сельский округ.
Административный центр — станица Новотитаровская.
Площадь поселения — 233,98 км².

## Население
| 2010    | 2012    | 2013    | 2014    | 2015    | 2016    | 2017    |
| ------- | ------- | ------- | ------- | ------- | ------- | ------- |
| 26 966  | ↗27 329 | ↗27 745 | ↗28 196 | ↗28 749 | ↗29 117 | ↗29 471 |
| 2018    | 2019    | 2020    | 2021    | 2023    |         |         |
| ↗29 859 | ↗30 236 | ↗30 383 | ↗34 101 | ↘33 682 |         |         |

## Населённые пункты
В состав сельского поселения (сельского округа) входят 4 населённых пункта:
| № | Населённый пункт | Тип населённого пункта | Население |
| - | ---------------- | ---------------------- | --------- |
| 1 | Новотитаровская  | станица                | ↗31 520   |
| 2 | Карла Маркса     | хутор                  | ↗1714     |
| 3 | Осечки           | хутор                  | ↗274      |
| 4 | Примаки          | село                   | ↗224      |

## Руководство
Глава Новотитаровского сельского поселения — Кошман Сергей Константинович.